# Metaphycus citer
Metaphycus citer is een vliesvleugelig insect uit de familie Encyrtidae. De wetenschappelijke naam is voor het eerst geldig gepubliceerd in 1971 door Annecke & Mynhardt.